# 금풍뎅이과
금풍뎅이과는 동물의 배설물을 먹고 사는 풍뎅이류가 속한 과이다. 생김새와 습성이 소똥구리류를 연상시키나, 금풍뎅이는 소똥구리처럼 똥을 굴리지 않는다. 한국에는 보라금풍뎅이, 무늬금풍뎅이, 참금풍뎅이 등이 있다.